# Corinne Ellemeet
Corinne Elisabeth de Jonge van Ellemeet (Rotterdam, 26 april 1976) is een Nederlands voormalig politica namens GroenLinks. Zij zetelde namens deze partij in de Tweede Kamer tussen 18 november 2014 en 5 december 2023, met een onderbreking van 2 jaar tussen 2015 en 2017.

## Levensloop

### Voor de politiek
In haar jeugd woonde Ellemeet drie jaar op Bonaire. Het grootste deel van haar jeugd woonde ze in Wassenaar. Hier bezocht zij het Rijnlands Lyceum. Ze vervolgde haar middelbareschoolopleiding aan het United World College in Italië waar zij in 1995 een International Baccalaureate behaalde. Zij studeerde nieuwe en nieuwste geschiedenis aan de Universiteit van Amsterdam en American Studies aan Smith College, waar zij in 2001 afstudeerde.
Van 2000 tot 2006 werkte Ellemeet als beleidsmedewerker bij het ministerie van Volksgezondheid, Welzijn en Sport. Daarna werkte zij van 2006 tot 2009 als ambtenaar van de Gemeente Amsterdam als adjunct-directeur van het economisch programmabureau. Tussen 2009 en 2011 behaalde zij een pre-master bedrijfskunde aan de Universiteit van Amsterdam. Van 2011 tot 2014 was zij adjunct-directeur van de Westergasfabriek. Tussen 2014 en 2016 was zij netwerkdirecteur voor de twaalf Provinciale Milieufederaties.

### Politieke loopbaan
Bij de Tweede Kamerverkiezingen van 2012 was Ellemeet kandidaat voor GroenLinks; zij werd niet gekozen. Op 18 november 2014 werd zij geïnstalleerd als lid van de Tweede Kamer in een tijdelijke vervanging vanwege zwangerschapsverlof van Linda Voortman tot en met 8 maart 2015. Als vervangend Kamerlid bracht zij een initiatiefnota uit over het zorgstelsel. Bij de Tweede Kamerverkiezingen 2017 stond zij opnieuw op de lijst van GroenLinks, op plaats 7 waarmee zij direct werd verkozen. In 2021 was Ellemeet de tweede kandidaat op de kieslijst van haar partij.
In een digitaal gepubliceerde toespraak die ze oorspronkelijk in november 2021 zou houden voor de GroenLinkse werkgroep De Linker Wang, maar die werd uitgesteld vanwege de coronapandemie, pleitte ze voor meer gemeenschapsdenken en tegen het doorgeschoten individualisme van het links-liberalisme. Volgens haar was het begrip 'gemeenschap' ten onrechte geclaimd door christelijke partijen. Ellemeet zette zich hiermee af tegen de vrijzinnige koers, gericht op individuele ontplooiing en vrijheid van meningsuiting, ingezet onder het leiderschap van Femke Halsema.
Ellemeet stelde zich niet verkiesbaar bij de Tweede Kamerverkiezingen 2023, waardoor haar Kamerlidmaatschap op 5 december dat jaar ten einde kwam.

## Nevenactiviteiten
Naast haar werk is Ellemeet lid van de focusgroep selectie van United World Colleges en voorzitter van het bestuur van de dansgroep Leineroebana.

## Persoonlijk
Ellemeet is getrouwd met Wouter Veraart, hoogleraar rechtsfilosofie aan de Vrije Universiteit Amsterdam; het echtpaar heeft twee kinderen. Ellemeet is een telg van het adellijke geslacht De Jonge met het predicaat jonkvrouw. Ze is een kleindochter van Willem de Jonge van Ellemeet. Via haar moeder is zij verwant aan de patriciërsfamilie Brandt Corstius; haar moeder is een volle nicht van Hugo Brandt Corstius (1935-2014).